# 朱光 (三国)
朱光（？—？），三国时期人物，本是曹操手下的庐江太守，后来被东吴俘虏。

## 生平
建安年间被曹操任命为庐江太守，屯兵于皖城，大量种植水稻。又派人去招降鄱阳贼帅，令其为内应，结果庐江被吕蒙攻破。后来孙权征讨皖城，甘宁、吕蒙奋力而战，俘虏了朱光、参军董和和几万居民。
后来梁寓前往东汉朝廷之时，朱光被孙权遣回。

## 三國演義
與正史一樣為廬江太守，後來被曹操委任屯軍於皖城，後孫權聽從呂蒙之計進軍皖城，朱光聞訊後一方面派使者前往合肥向張遼等人求救，一方面死守城池，還射中孫權麾蓋。後孫權又聽從呂蒙之計，由甘寧手持鐵鍊撥開箭林並把朱光打倒，呂蒙見狀親自擂鼓，吳軍一擁而上，亂刀把朱光砍死。